# The Pool 2
The Pool 2 è un film del 2005 diretto da Tiziano Pellegris. 
Sequel del precedente The Pool uscito nel 2001. Il film è uscito in Italia nell'aprile 2005 ed è stato distribuito dalla Mediafilm.

## Trama
Ormai sono passati cinque anni dalla tragedia avvenuta a Praga, che nel tempo è stata soprannominata "Il giorno del massacro della piscina", in cui un serial killer uccise oltre 10 persone. Ora gli unici sopravvissuti si sono rifatti una vita. Ma presto la loro felice esistenza, verrà di nuovo sconvolta, da misteriosi omicidi che man mano si susseguono con una scia di sangue.